# Montandon
Montandon – miejscowość i gmina we Francji, w regionie Burgundia-Franche-Comté, w departamencie Doubs.
Według danych na rok 1990 gminę zamieszkiwało 341 osób, a gęstość zaludnienia wynosiła 27 osób/km² (wśród 1786 gmin Franche-Comté Montandon plasuje się na 422. miejscu pod względem liczby ludności, natomiast pod względem powierzchni na miejscu 300.).